# Josef Fleischlinger
Josef Fleischlinger (12. prosince 1911 Brno – 4. dubna 2013 Brno) byl český trenér, rozhodčí a sportovní funkcionář basketbalu,  a také mezinárodní rozhodčí ledního hokeje.
Josef Fleischlinger byl hráč a zejména trenér basketbalu týmů z moravské metropole, působil jako trenér ligového mužstva Sokol Brno I., s nímž v letech 1945 až 1951 získal pět titulů mistra republiky. Byl asistentem trenéra Československa na Mistrovství Evropy 1946 v Ženevě, kde reprezentační tým získal titul mistra Evropy, jako trenér s týmem Československa se zúčastnil dvakrát Olympijských her (7. místo v roce 1948, 10. místo v roce 1952) a získal na Mistrovství Evropy v basketbale dvakrát stříbrnou medaili, a to v roce 1947 na ME v Praze a v roce 1955 na ME v Budapešti.
Josef Fleischlinger byl také mezinárodním rozhodčím ledního hokeje a jako rozhodčí řídil 4 zápasy na olympijských hrách ve Svatém Mořici v roce 1948 (mimo jiné 30. ledna 1948 zápas Kanada – Švédsko 3:1). Od roku 1946 byl mezinárodním rozhodčím basketbalu, později komisařem mezinárodních basketbalových zápasů FIBA. Jeho kariéra trenéra a rozhodčího se prolínala, proto v roce 1955 zanechal trenérské činnosti.
V československém basketbalu byl členem výboru svazu a předsedou komise rozhodčích. V roce 2011 byl uveden do Sportovní síně slávy města Brna.

## Trenér
- 1945–1951 Sokol Brno I., 5× mistr republiky
- 1946–1955 Československo
- Úspěchy:
  - Olympijské hry (trenér): 1948 Londýn (7. místo) a 1952, Helsinky (10. místo)
  - Mistrovství Evropy (asistent trenéra): 1946 Ženeva, mistr Evropy)
  - Mistrovství Evropy (trenér) 2× vicemistr Evropy: 1947 Praha (2. místo) a 1955 Budapešť (2. místo)

## Mezinárodní rozhodčí
- 1946 FIBA, mezinárodní rozhodčí basketbalu, komisař FIBA pro mezinárodní zápasy
- 1948 Zimní olympijské hry 1948, 4 utkání olympijského turnaje v ledním hokeji

## Sportovní funkcionář
- od roku 1969 člen výboru sekce košíkové ÚV ČSTV, předseda komise rozhodčích